# Morašice (Chrudim)
Morašice é uma comuna checa localizada na região de Pardubice, distrito de Chrudim.